# Федосеев, Николай Евграфович
Николай Евгра́фович Федосе́ев (9 мая 1871, Нолинск, Вятская губерния — 4 июля 1898, Верхоленск, Иркутская губерния) — один из первых пропагандистов марксизма в России и руководитель первых марксистских кружков в стране.

## Биография
Родился в семье судебного следователя. В 9 лет поступил в 1-ю казанскую мужскую гимназию, где самостоятельно начал изучать марксизм. Сосед Федосеева вспоминает его как «демократа-интеллигента, всецело отдавшегося науке, самообразованию». Вместе с одноклассником организовал кружок, где гимназисты читали запрещённые книги революционеров-демократов. Был исключён из гимназии 5 декабря 1887 года за революционную деятельность, после чего решил отложить получение аттестата зрелости, а заняться накоплением знаний. Летом следующего года жил у родителей в Котельниче. В этом городе написал статью «О недоимках в Котельничском уезде». В том же году начал организовывать в Поволжье первые марксистские кружки, в которые входило по 10—15 человек, собиравшихся 2 раза в неделю. В один из таких кружков в Казани с октября 1888 по май 1889 годов входил В. И. Ленин. На кружках обычно читали статью или реферат одного из членов собрания, потом обсуждали прочитанное. 13 июля 1889 года Николай Федосеев был арестован за участие в революционном движении и организации незаконной типографии. Ленин писал:

Весной 1889 года я уехал в Самарскую губернию, где услыхал в конце лета 1889 года об аресте Федосеева и других членов казанских кружков,— между прочим, и того, где я принимал участие. Думаю, что легко мог бы также быть арестован, если бы остался тем летом в Казани.

Мать Федосеева, узнав о деятельности сына, отказалась от него и запретила своим детям общаться с Николаем. Это его очень огорчило, так как он любил свою семью. Следствие тянулось почти полтора года, всё это время Федосеев находился в Казанской тюрьме. Он вёл себя мужественно, не давал показаний, из-за чего полная картина деятельности казанской марксистской организации так и не была получена. В декабре 1890 года, после суда, был отправлен в питерские «Кресты». В тюрьме была запрещена литературная деятельность, вместо этого Федосеев занимался физической работой. После выхода из петербургской тюрьмы вёл литературную деятельность во Владимире, встречался с близкими соратниками.
В сентябре 1892 года во время стачки на фабрике Морозова в селе Никольское (ныне в черте города Орехово-Зуево) Федосеев выступил в качестве организатора рабочих. 10 сентября 1892 года был вновь арестован. Находясь во владимирской тюрьме, установил с Лениным, жившим тогда в Самаре, переписку о марксизме. До этого Ленин приезжал во Владимир, в надежде, что Федосеева выпустят из тюрьмы раньше, но его надежды не оправдались. В 1893 году Федосеев прислал Ленину рукопись своего главного труда — Об экономических причинах падения крепостного права. Владимир Ильич отнесся к ней очень положительно, отметил работу, как первую серьёзную попытку выявить основные причины краха крепостничества в России с марксистской точки зрения. 26 сентября 1893 года Федосеев по состоянию здоровья был освобожден, а в ноябре того же года он был сослан на 3 года в Сольвычегодск, находясь в котором он связался с социал-демократами Вологды, вёл борьбу с народниками. Отсюда в июле 1895 года за связь с марксистскими кружками города Владимира он был сослан на 5 лет в Восточную Сибирь.
По дороге в ссылку в московской Бутырской пересыльной тюрьме Федосеев встретился с членами петербургского Союза борьбы за освобождение рабочего класса. Во время ссылки вёл переписку с Львом Толстым о духоборах, которых сослали в Якутскую область за отказ от военной службы. Там же познакомился с А. М. Лежавой, которого сагитировал от идей народничества перейти к марксизму.
Ссылка в Верхоленске была омрачена острым конфликтом с другим ссыльным, Иваном Юхоцким, организовавшим травлю Федосеева с обвинениями в присвоении денежных средств, наличии личной собственности (библиотеки) и т. п. Федосеев был оправдан судом чести ссыльного сообщества, но глубоко уязвлён. 21 июня 1898 года он ушел в тайгу и из револьвера выстрелил себе в сердце. Подоспевшие товарищи перенесли его в ближайшую избу, он был еще жив и умер через девять часов.
Узнав о его смерти, покончила с собой в Архангельске и его невеста Мария Гопфенгауз.
М. Г. Григорьев вспоминал: «Из прочитанных мне отрывков предсмертного письма Н. Е. Федосеева видно, что он умирал, не только не потеряв веру в будущее, но горячо передавал оставшимся жить товарищам завет поддерживать в себе эту веру. Он жаловался в письме только на то, что его личные силы подорвались…»

## Вклад в революционное движение
Николай Федосеев за свою короткую жизнь внёс значительный вклад в революционное движение в России и, в частности, в марксистское движение Казани и Владимира. Организатор многих марксистских социал-демократических кружков. Автор ряда работ, в которых с позиций марксизма проанализировал особенности экономического и политического развития России. Выступал против либерального народничества и социал-демократической программы Г. В. Плеханова. Проект пролетарской партии, составленный Федосеевым, Владимир Ленин назвал единственно правильным. В основу проекта вошли следующие положения: признание руководящей роли пролетариата в революционной борьбе с самодержавием; рассмотрение крестьянства как главного союзника рабочего класса, выступающего под его руководством в этой борьбе; отрицание индивидуального террора как средства революционной борьбы.
Ленин в 1922 году писал о Федосееве:

Особенно осталось в моей памяти, что Федосеев пользовался необыкновенной симпатией всех его знавших, как тип революционера старых времен, всецело преданного своему делу и, может быть, ухудшившего своё положение теми или иными заявлениями или неосторожными шагами по отношению к жандармам.

…для Поволжья и для некоторых местностей Центральной России, роль, сыгранная Федосеевым, была в то время замечательно высока, и тогдашняя публика в своем повороте к марксизму несомненно испытала на себе в очень и очень больших размерах влияние этого необыкновенно талантливого и необыкновенно преданного своему делу революционера.

## Память

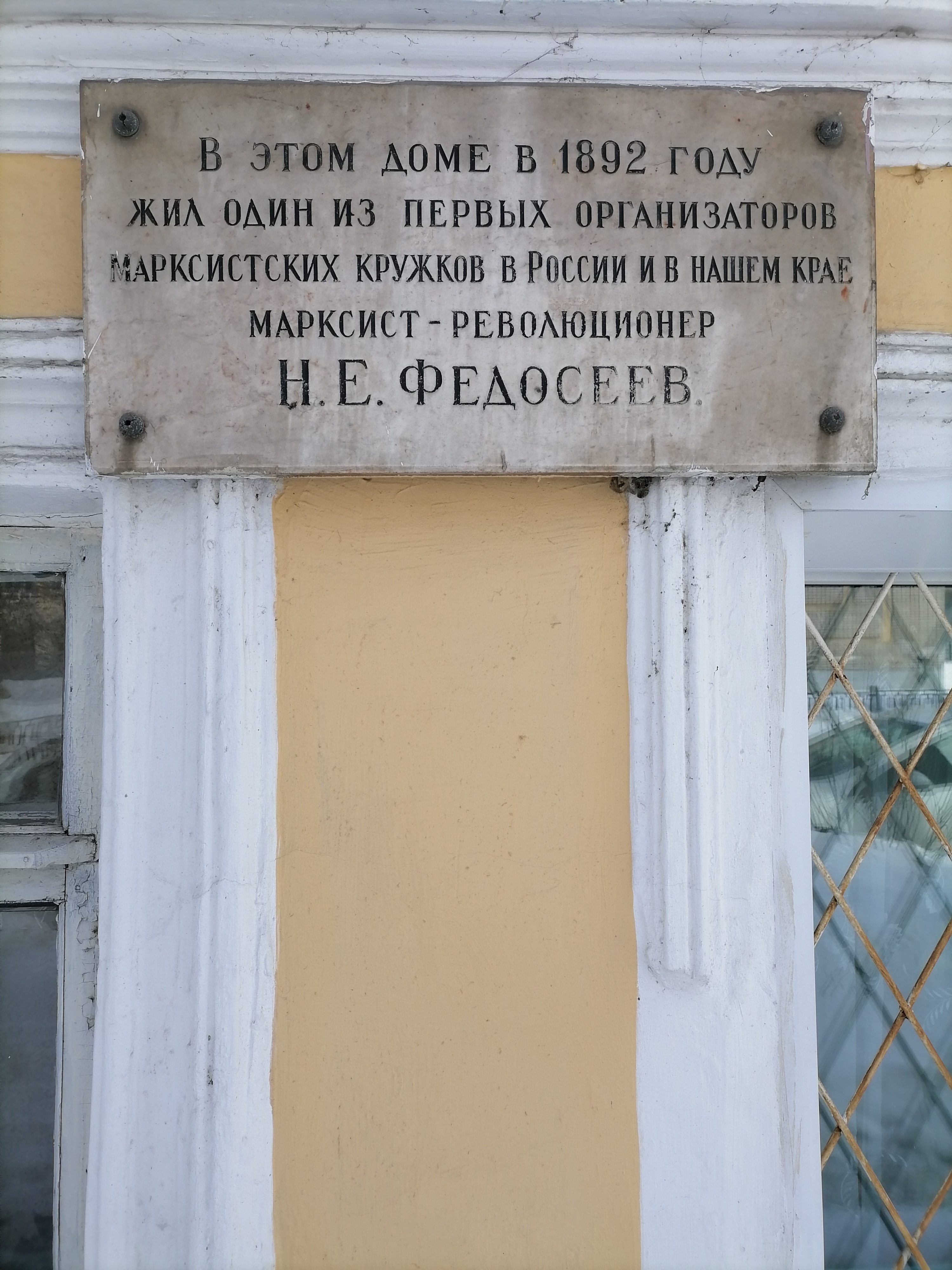
Мемориальная доска во Владимире

Мемориальные доски установлены в Котельниче, на доме, где жил Николай Федосеев, на здании Казанской гимназии, во Владимире (ул. Герцена, 22).
Неподалёку от Верхоленска стоит обелиск с надписью: «В память первому революционеру-марксисту России Федосееву Николаю Евграфовичу. 1871—1898 гг.». Ниже этой надписи есть высказывание Ленина.
Улица Федосеева есть во Владимире, в родном городе революционера Нолинске; также в Казани пролегает Федосеевская улица (Казань) Федосеевская улица, в Иркутске есть переулок Федосеева.

### Музей Федосеева
Адрес: 612100, Кировская область, г. Котельнич, ул. Луначарского, 63.